# 神野紗瑛子
神野 紗瑛子（かみの さえこ、1997年5月9日 - ）は、日本の女優。東京都出身。2018年からミュージカルカンパニー イッツフォーリーズに所属。舞台芸術学院 ステージアーティスト科卒業。特技は書道（五段）

## 出演

### 舞台
- タイプスプロデュース「ハムレット」(2018年 座・高円寺２）
- イッツフォーリーズ ミュージカルリーディング「YOSHIKO」(2018年 深川東京モダン館)
- エアースタジオプロデュース「GO JET!GO!GO! Vol.5」(2018年 A-Garage)
- イッツフォーリーズ ミュージカル「空気のなくなる日」(2019年 俳優座劇場)
- ILLUMINUS舞台「楽園の女王」(2019年 シアターモリエール -サーヴァント)
- イッツフォーリーズ ミュージカル「てだのふあ」（2019年 紀伊国屋サザンシアターTAKASHIMAYA -アンサンブル）
- ミュージカル座「おでかけ姫」(2019年 六行会ホール -女子アナ役)
- 東京二期会オペラ劇場 オペレッタ「天国と地獄」(2019年 日生劇場 -助演/ダンサー）
- ILLUMINUS 舞台「純血の女王」(2019年 六行会ホール -サーヴァント)
- イッツフォーリーズ ミュージカル「ナミヤ雑貨店の奇蹟」(2020年 俳優座劇場 -マヤ役)
- LIVEDOG GIRLS「LOCKDOWN」(2020年 新宿村LIVE -大和田教頭役)
- 日本劇団協議会「クライムス・オブ・ザ・ハート」(2020年 エコー劇場 -メグ・マグラス役）
- 絵本音楽会「ぽっぷ〜受け継がれる絵本達〜」(2020年)
- Alexandrite Stage「CHICACO」(2021年 シアターグリーン -雪野瞳役）
- イッツフォーリーズ ミュージカル「魍魎の匣」(2021年 オルタナティブシアター -増岡靖子役)
- 日本劇団協議会 音楽劇「ミルクマンの朝は早い」(2022年 スペースゼロ -園部鞠絵役)
- イッツフォーリーズ ミュージカルリーディング「洪水の前」(2022年 下北沢アレイホール -張芳蘭役)
- 「RANPO chronicle 蜃気楼奇譚」(2022年 シアターブラッツ -「人間椅子」佳子役)
- イッツフォーリーズ ミュージカル「てだのふあ」（2022年 ルネ小平 -キヨシの母/姉役）
- 東京二期会オペラ劇場 オペレッタ「天国と地獄」（再演）（2022年 日生劇場）
- イッツフォーリーズ　ミュージカル「洪水の前」(2022年 エコー劇場 ペロケダンサー)
- Alexandrite Stage「CHICACO」(2023年 中目黒キンケロ・シアター 小池役)
- 山口ちはるプロデュース特別公演「百物語其の二『憑』」(2023年 下北沢スターダスト -宮前さん/小林役)
- イッツフォーリーズ ミュージカル「ルドルフとイッパイアッテナ」(2023年 学校公演)
- イッツフォーリーズ ミュージカル「洪水の前」（2024年 地方巡演 -張芳蘭役）
- 三ツ星キッチン「BOTCHAN」(2024年 コフレリオ新宿シアター -清水千夜役)
- 山口ちはるプロデュース特別公演「百物語其の三『傀儡』」(2024年 下北沢スターダスト -義母/村守辰夏役)
- 三ツ星キッチン「チャーミング・エンジェル3〜天国からのメッセージ」(2024年 小劇場 楽園 -前田芽亜里役）
- ONEOR8×wag.ワークショップ アトリエ公演「裸足」（2024年 -秀美役）
- JUNK!「B面〜煙が漂うその先は」（2025年 萬劇場 -蝶子若菜役）
- HANA`S MELANCHOLY「音楽劇まなこ[2]」（2025年 上野ストアハウス -アンサンブル）
- 劇団Q＋「リア！リア！リア！」（2025年 新宿シアタートップス -セフィロト（青薔薇）役）
- 三ツ星キッチン「チャーミング・エンジェル４〜ファイナルカウントダウン」(2025年 小劇場 楽園 -前田芽亜里役）

### テレビ
- BS朝日「昭和偉人伝・越路吹雪・林家三平編」(2018年)
- TBSテレビ「有田哲平の夢なら醒めないで〜美人演歌歌手SP〜」(2018年)
- 日本テレビ「ザ！世界仰天ニュース！」(2018年)
- NHK 大河ドラマ「いだてん」（2019年）
- TBSテレビ  金曜ドラマ「トリリオンゲーム」(2023年)
- BS朝日「ザ・偉人伝 八代亜紀さん追悼！」(2024年)

### CM
- ヨドバシカメラ (2018年ほか)